# Gabonia gabriela
Gabonia gabriela là một loài bọ cánh cứng trong họ Chrysomelidae. Loài này được Boppre & Scherer miêu tả khoa học năm 1981.